# Placusa tacomae
Placusa tacomae är en skalbaggsart som beskrevs av Thomas Casey 1893. Placusa tacomae ingår i släktet Placusa och familjen kortvingar. Inga underarter finns listade i Catalogue of Life.